# The Choice Is Yours
「The Choice Is Yours」（ザ・チョイス・イズ・ユアーズ）は、日本のヒップホップグループRHYMESTERのメジャー12枚目のシングル。2012年8月22日発売。発売元はキューンレコード。CDのみの期間限定盤と、CD＋DVD仕様の通常盤の2種でリリースされた。

## 概要
前作から1年9ヶ月ぶりとなるシングル。ソニー・ミュージックエンタテインメントでのシングルリリースは今作で最後となる。キャッチコピーは「音楽の可能性を信じるモノたちへ　これが混迷の時代を切り開く新しいアンセム！」。サンプリングにMark Capanniの「I Believe In Miracles」を使用している。
プロデューサーはIllicit Tsuboi（キエるマキュウ）が担当。Tsuboiの起用についてMummy-Dは「次のアルバム（ダーティーサイエンス）はヒップホップのラフな部分、ラグドで汚い感じを出していこうってことになって。それは時代に逆行してるような部分もあって、人気のないアルバムになる恐れがある。だけど本当に好きなヒップホップを追及しようって結論になって、最初に名前が挙がったのがTsuboiだった」と話している。Tsuboiについては「簡単に言うとローファイのポジション。静かに、安定して気が狂ってる。ヒップホップのどこからへんがおかしいのかを理解しているから、こっちも安心できる。意図的に事故が起こせる人なんだよね」。
「The Choice Is Yours」というタイトルが出てきたのは2011年7月に発売された『フラッシュバック、夏。』制作後で、未だ東日本大震災の混乱が冷めていないときであった。詞のテーマは当初「脱原発なのか、推進なのか、あなたならどちらを選択する?」というような原発問題だった。しかし、世の中の流れを見ていく中で問題はそこだけじゃないと気付き、原発に限らず何かを放置してきた自分たちに責任があると結論づけた。今後も問題を放置していたら同じようなことが起こってしまうと感じ、もうちょっと包括的な歌にしようとなったという。宇多丸は「災害とか事故とかの歌じゃなく、それがあって人の心の中で起こってる病理みたいな歌」と話している。

## 収録曲

### CD
1. The Choice Is Yours [4:27]
作詞：Mummy-D, 宇多丸, Mark Capanni, Bobby Taylor / 作曲：Mummy-D, Illicit Tsuboi, Mark Capanni, Bobby Taylor
  - NHK Eテレ「あしたをつかめ〜しごともくらしも〜」テーマソング。
2. The Choice Is Yours (Instrumental) [4:27]
3. The Choice Is Yours (Acapella) [3:15]

### DVD
1. The Choice Is Yours (Music Video)